# Guerrilha de Três Passos
A Guerrilha de Três Passos, MR-26 ou M-26, foi uma ação guerrilheira promovida por três militares cassados e 20 agricultores contra a Ditadura Militar no Brasil em março de 1965. Com apoio do ex-governador Leonel Brizola, exilado no Uruguai, eclodiu quando faltava menos de uma semana para o aniversário de um ano do golpe. A ação militar constituiu na tomada do quartel da Brigada Militar, o presídio de Três Passos e a Rádio Difusora, que foi invadida para a transmissão de um manifesto à nação. O grupo paramilitar partiu da cidade gaúcha de Três Passos, para Tenente Portela e logo depois rumaram para o Paraná.
O evento começou a ser debelado em 26 de março, quando próximo a Capanema, já no Paraná, o grupo foi localizado por um avião da Força Aérea Brasileira e em Capitão Leônidas Marques, houve tiroteio entre militares e guerrilheiros, que foram capturados entre os dias 27 e 28 de março. Tudo ocorreu quando as forças armadas, já sabendo da movimentação dos rebeldes, estavam de prontidão na região, pois o presidente Castelo Branco estava em Foz do Iguaçu para inaugurar a Ponte da Amizade, que une Brasil e Paraguai sobre o Rio Paraná. Ele estava a cem quilômetros dos guerrilheiros, quando aviões entraram em ação.

## Planejamento
De acordo com o diário da guerrilha, escrito pelo coronel Jefferson Cardim de Alencar Osório no exílio, entre México e Argélia, em 1968 e 1969, o grupo que marchou pela região noroeste do Rio Grande do Sul em março de 1965 tinha como missão tomar o 7º Grupo de Canhões de Ijuí (atual 27º Grupo de Artilharia de Campanha). O objetivo era, a partir dali, espalhar sublevações por quartéis de Santa Maria, Pelotas, Cruz Alta e Santo Ângelo, entre outras cidades. A etapa inicial do plano foi cumprida com relativo êxito: em Três Passos, a uma hora de marcha de Ijuí, o grupo de 23 combatentes, reunido por Osório, invadiu a rádio Difusora na madrugada de 26 de março e transmitiu uma “Proclamação ao Povo Gaúcho”. O manifesto, elaborado pelo coronel, era a senha para que os integrantes das forças de oposição ao governo militar pegassem em armas antes do golpe completar um ano, poucos dias depois.
O noroeste gaúcho foi escolhido para iniciar a insurreição porque o PTB tinha uma grande base de apoio na região, onde proliferavam os Grupos dos Onze, organizações cívicas organizadas a partir de 1963 pelo então governador do Rio Grande do Sul, Leonel Brizola. Além disso, nos destacamentos militares e quartéis da Brigada Militar havia oficiais nacionalistas apenas à espera de um comando para se sublevarem contra os golpistas. Também contou para a escolha a questão logística: região de fronteira, Três Passos fica situada a pouco mais de 25 quilômetros da Argentina, tinha densas matas nativas e era servida por boas pistas de pouso, dos dois lados da fronteira, onde o grupo sonhava em realizar desembarques de tropas e equipamentos militares.

## Sargento Alberi Vieira dos Santos
A resistência no Uruguai aproximou Jefferson do sargento Alberi Vieira dos Santos. O sargento Firmo Chaves, também exilado na capital uruguaia, juntar-se-ia ao grupo para pôr o plano em prática. O sargento Alberi Vieira dos Santos é a personagem mais controversa envolvida na trajetória da coluna guerrilheira de Três Passos, pois seu nome é o único entre os 23 insurgentes que figura entre os 377 agentes do Estado apontados pela Comissão Nacional da Verdade como responsáveis por crimes da ditadura. Ao longo desse tempo, cresceram as evidências de que o sargento da Brigada Militar gaúcha teria passado a atuar como agente infiltrado pela ditadura militar em movimentos contrários ao governo golpista. A Comissão Estadual da Verdade do Paraná (CEV-PR) investigou a atuação de Alberi no âmbito da Operação Juriti e obteve relatos e documentos que levantam suspeitas contundentes contra o ex-sargento a partir de sua prisão, no fim de março de 1965, até o seu falecimento em 1979. Há suspeitas de que sua morte tenha derivado de um acerto de contas por atividades ilícitas. A advogada Ivete Caribé da Rocha, que integra a CEV-PR, considera mais provável a hipótese de queima de arquivo, como aconteceu com diversos outros agentes infiltrados.

## Guerrilha
Osório partiu de Rivera acompanhado de Alberi e do militante brizolista Alcindor Ayres, que ficou em São Sepé para organizar a adesão de pessoal e combinar, com um delegado de Polícia simpático à resistência, a sabotagem das vias férreas da região para dificultar a resposta do regime. Firmo partiu rumo a Porto Alegre em busca de adesões ao plano. Osório e Alberi chegaram à localidade de Campo Novo, onde se registrou uma grande adesão ao Movimento da Legalidade de 1961, às 13h do dia 20 de março, depois de pernoitarem em Santa Maria e de passarem por Cruz Alta, Ijuí e Catuípe, onde dormiram algumas horas. A coluna, com 15 guerrilheiros, partiu do sítio de Silvano Soares dos Santos, irmão de Alberi, para a tomada de Três Passos por volta das 20h do dia 25 de março. Após uma hora de caminhada, subiram num velho caminhão Ford 1939 do sítio do revolucionário Euzébio Dorneles. No caminho, o grupo cortou os fios telegráficos e telefônicos e ingressou na zona urbana da cidade à meia-noite em ponto, segundo o diário, indo diretamente para o Destacamento Policial da Brigada Militar, a chamada "Prioridade 1".
O único combate travado entre a coluna e as tropas do Exército deslocadas para conter o levante, ocorrido na cidade paranaense na manhã do dia 27 de março, resultou na morte do sargento do Exército Carlos Argemiro de Camargo (a autoria dos disparos até hoje continua incerta). O Inquérito Policial Militar (IPM) que resultou na condenação de Osório e outros 13 integrantes do movimento informa que o sargento foi atingido por quatro tiros, dois na coxa direita e dois no tórax. Mas reconhece que “não é possível atribuir a quem quer que seja a morte do sargento Camargo”.
Os insurgentes tomaram as armas do quartel da Polícia Militar de Três Passos e do posto policial, tentaram levar dinheiro da agência do Banco do Brasil, mas desistiram porque o gerente, acordado de madrugada, não tinha o par da chave dupla que abriria o cofre. Para ler o manifesto na rádio Difusora, tiveram de acordar o dono da emissora, Benno Adelar Breitenbach, porque o operador se recusou a colocar a rádio no ar. Apesar do improviso, o grupo cruzou a fronteira do Rio Grande do Sul com Santa Catarina sem ser parado por barreiras militares. O Ford 39, fora de combate, foi substituído por um Mercedes Benz novo, modelo 1964, estacionado no posto de gasolina da cidade por irregularidades na documentação. Na fuga em direção ao Mato Grosso, o grupo acabou sendo interceptado por tropas deslocadas para combater o movimento revolucionário no interior do Paraná. Em Capitão Leônidas Marques, na manhã do dia 27 de março, jipes e caminhões do Exército cruzaram com os guerrilheiros que, por ordem do coronel Jefferson, atacaram uma patrulha comandada pelo tenente Juvêncio Lemos. A única vítima do combate foi o sargento do Exército Carlos Argemiro de Camargo. As rajadas de metralhadoras das tropas do Exército dispersaram o grupo de guerrilheiros. Osório acabou sendo preso horas depois, após passar por barreiras militares sem ser reconhecido, usando disfarce de colono, roupas velhas, sem dentadura, chapéu de palha.

## Tortura e fuga
No caminho para Foz do Iguaçu, ocorreram as primeiras humilhações: “dois tenentes da companhia fizeram-me rolar como um barril, aplicando-me pontapés em todo o corpo aos gritos de filho da puta, assassino”. Espetado “dos pés à cabeça” por um garfo pelo próprio capitão Dorival Sumiani, Osório foi exposto à tropa para que “os oito ou dez soldados que se achavam presentes escarrassem sobre mim aos gritos de filho da puta, comunista, assassino”. Também foi obrigado, pelo coturno do capitão, a “beijar a terra que traíste”. Em 48 horas, todo o grupo foi preso e levado ao Batalhão de Fronteira, em Foz do Iguaçu.
Transferido em abril de 1966 para o 5º Regimento de Obuses, no bairro curitibano do Boqueirão, Osório planejou sua fuga da prisão ao longo de vários meses. Ao escapar, teve ajuda de militares e só 12 horas após iniciada, a fuga foi percebida pelas forças do regime. Após três anos na cadeia, depois de condenado a oito anos pela Justiça Militar, o coronel deixou o prédio do quartel pela porta da frente, fardado como um soldado, na madrugada de 5 de maio de 1968.

## Razões do fracasso
O filho de Osório, Jefferson Lopetegui de Alencar Osório, conta que quando seu pai entrou no Brasil para fazer contatos, todos articulados pelo ex-governador, foi informado que o serviço secreto do Exército já estava a par da operação e vinha tomando providências contrarrevolucionárias. No diário, o coronel não deixa dúvidas sobre os objetivos do movimento, sobre as razões do fracasso e sobre a até hoje controversa participação de Brizola no episódio. Osório narra que a segunda fase do plano de insurreição não se concretizou pela falta dos efetivos prometidos pelos organizadores, o comandante esperava ter 60 homens para marchar sobre Ijuí, incluindo pelo menos 12 sargentos.
Segundo a avaliação do presidente do Movimento de Justiça e Direitos Humanos do Rio Grande do Sul (MJDH), Jair Krischke, a posição do ex-governador do Rio Grande do Sul sempre foi dúbia em relação ao episódio. Conhecido pesquisador dos movimentos de exceção no Brasil, Krischke afirma que o grupo "arranca com o apoio de Brizola, mas um apoio que não era integral". O então tenente José Wilson da Silva, outro dos personagens centrais do episódio, é categórico ao afirmar que Osório agiu “por contra própria”. E vai mais longe: afirma que a ação desencadeada pelo coronel prejudicou as condições que vinham sendo criadas para um levante armado, com apoio popular, contra a ditadura a partir do Rio Grande do Sul.